# Haha-jima
Haha-jima (jap. 母島, wörtlich: „Mutter-Insel“), auch bekannt als Coffin Island oder Hillsborough Island, ist die zweitgrößte Insel der Ogasawara-guntō (Bonininseln) in der Präfektur Tokio. Die Inselgruppe gehört seit 1876 zu Japan. Haha-jima hat eine Fläche von 19,88 km² sowie 450 Einwohner. Die höchste Erhebung ist der Berg Chibusa mit etwa 462 m Höhe. Der ganz in der Nähe liegende Berg Sakaigatake ist mit 443 m nur unwesentlich niedriger.
Auf der Insel gibt es nur eine Straße, die vom inzwischen verlassenen Dorf Kita (北村, -mura) im Norden zum südlichen Ende führt. Es gibt keinen öffentlichen Personennahverkehr. Auf Haha-jima leben etwa 450 Menschen (Stand 2009). Vor dem Krieg waren es deutlich mehr: 1.546 (1904) und 1.905 (1940).
Die meisten Menschen leben im Dorf Oki (沖村, -mura) am südlichen Ende der Insel, wo sich auch der Hafen befindet.
Die größte Insel der Gruppe – Chichi-jima oder „Vater-Insel“ – befindet sich ca. 50 km nördlich von dort. Die Reise mit der Fähre dauert etwa zwei Stunden. Beide Dörfer wurden 1940 in der Dorfgemeinde Ogasawara zusammengefasst. Während des Zweiten Weltkrieges 1944 wurden alle Bewohner nach Japan evakuiert und die Insel zur Festung ausgebaut.

## Tourismus
Die Insel wird von Zeit zu Zeit von Kreuzfahrtschiffen angelaufen. Dabei werden auch die Relikte des Krieges besichtigt. Zu den Attraktionen gehören auch die Gräber von drei Europäern, die noch vor den Japanern die Inseln besiedelt hatten: Herr und Frau Moitley sowie der Deutsche Rolfs Rulf (Rolf?) genannt Ross (daher auch das Ross-Museum in Oki).

## Wirtschaft
Auf der Insel gibt es neben einer kleinen Fabrik für Rum und Likör noch Tourismus. Da die Inselgruppe jedoch über keinen Flughafen verfügt und die Anreise mit dem Schiff mehr als 24 Stunden benötigt, ist dieser recht bescheiden.

## Fauna
Der Bonin-Brillenvogel (Apalopteron familiare) ist auf Haha-jima endemisch.